# 起初他們……

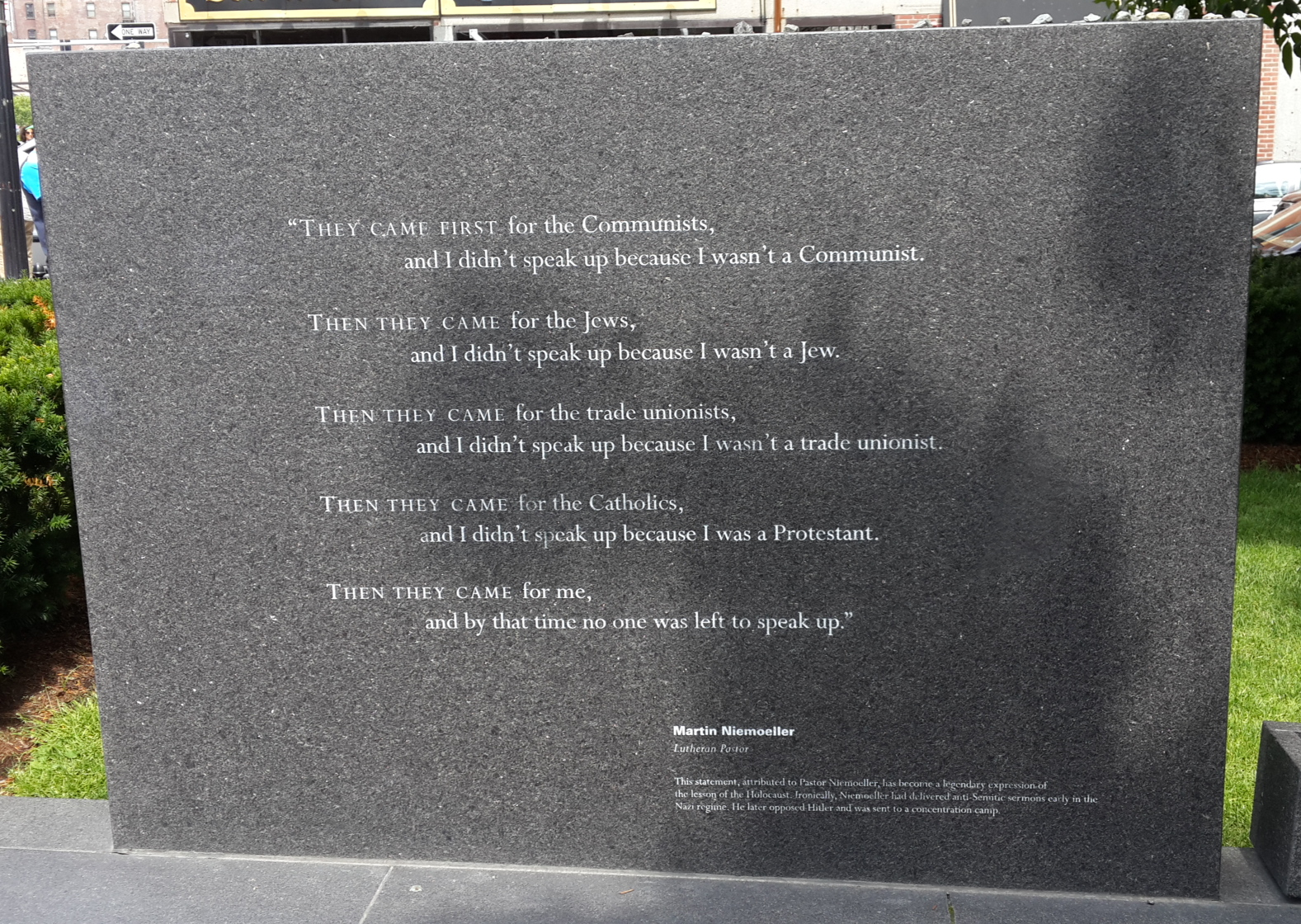
美國麻薩諸塞州波士頓的新英格蘭猶太人大屠殺紀念碑石碑

起初他們……（德語：Zuerst kamen sie...）是德國基督宗教信義宗牧師馬丁·尼莫拉於二戰後1946年以德文寫成的一篇忏悔詩，敘述德國的知識份子與牧師如何屈服於納粹黨勢力，沉默地坐視納粹肅清一群又一群的無辜者。該詩意旨在闡明無視與自己無關的團體受迫害所造成的結果，且後來常被引用，作為對不關心政治的人之呼籲。
這首詩被鐫刻在美國麻薩諸塞州波士頓的新英格蘭猶太人大屠殺紀念碑石碑上。

## 內文

### 德文（1946年原文版）
|  | 起初，納粹抓共產黨人的時候，       |
|  | 我沉默，因為我不是共產黨人。       |
|  |                                    |
|  | 當他們抓社會民主主義者的時候，     |
|  | 我沉默，因為我不是社會民主主義者。 |
|  |                                    |
|  | 當他們抓工會成員的時候，           |
|  | 我沉默，因為我不是工會成員。       |
|  |                                    |
|  | 當他們抓猶太人的時候，             |
|  | 我沉默，因為我不是猶太人。         |
|  |                                    |
|  | 最後當他們來抓我時，               |
|  | 再也沒有人站起來為我說話了。       |

## 外部連結
- Niemöller, origin of famous quotation （页面存档备份，存于） Harold Marcuse, UC Santa Barbara (2005)
- Niemöller's famous quotation as posted by Holocaust Survivors' Network （页面存档备份，存于）
- First They Came for the Jews Franklin H. Littell
- 另一版本（附照） （页面存档备份，存于）